# Мала Білоносова
Мала Білоно́сова (рос. Малая Белоносова) — присілок у складі Каменського міського округу Свердловської області.
Населення — 176 осіб (2010, 255 у 2002).
Національний склад станом на 2002 рік: росіяни — 87 %.